# Alexander Calvert
Alexander Calvert (15 de julho de 1990) é um ator canadense. Mais conhecido por interpretar Jack, um Nefilim, filho do arcanjo Lúcifer com a humana Kelly Kline, na série Supernatural da The CW

## Carreira
Ele apareceu em vários filmes e séries de televisão, incluindo na Discovery em séries como "The Troop", "To Be Fat Like Me", e "The Dead Zone". Ele era o jovem Justin em "Kickin' It Old Skool" e ele conseguiu o papel principal em "Getting Back Jack".
Calvert esteve em alguns comerciais para "Best Buy", "Kohl's", "Road Runner", "General Mills" e "Mattel".
Em 17 de julho de 2015, Calvert foi anunciado no papel de Lonnie Machin o Anarquia para a quarta temporada da série Arrow na rede de televisão The CW.
Em 2017, Entrou para o elenco da série Supernatural, da The CW, onde interpretou Jack Kline, um nefilim. Filho do arcanjo Lúcifer com a humana Kelly Kline

## Filmografia

### Filmes
| 2017 | Quase 18                   | Nick Mossman    |
| ---- | -------------------------- | --------------- |
| 2016 | Besties                    | Nick            |
| 2015 | Blackburn                  | Luke            |
| 2015 | Lost After Dark            | Johnnie         |
| 2013 | Se Eu Tivesse Asas         | Vince Bernard   |
| 2013 | Let It Down                |                 |
| 2013 | Palmeiras                  | Greg            |
| 2012 | Flicka 3                   | Jesse           |
| 2012 | Cyber Seduction            | Tyler Sanderson |
| 2008 | Garotos Perdidos - A Tribo | Grom            |
| 2007 | Diário do Diabo            | Adolescente     |
| 2007 | Voltando para a Escola     | Justin jovem    |
| 2007 | To Be Fat Like Me          | Robbie          |

### Televisão
| Ano       | Título                 | Papel                     | Episódio                                |
| --------- | ---------------------- | ------------------------- | --------------------------------------- |
| 2017      | Supernatural           | Jack                      | Regular                                 |
| 2016      | Scream                 | Alex Whitten / Tom Martin | Especial de Halloween                   |
| 2016      | Unser Traum von Kanada | Josh                      | Sowas wie Familie Alles auf Anfang      |
| 2015-2016 | Arrow                  | Lonnie Machin / Anarquia  | O candidato Dívidas de sangue           |
| 2015      | The Returned           | Hunter / Hunter Gibbs     | Peter Rowan Tony and Adam Simon Camille |
| 2014      | Motive                 | James Dent                | Angels with Dirty Faces                 |
| 2013      | Motel Bates            | Ra'uf                     | Underwater A Boy and His Dog            |
| 2010      | Alvo Humano            | Sean                      | The Other Side of the Mall              |
| 2010      | The Troop              | Evan                      | Wrath of the Wraith                     |
| 2006      | Psych                  | Jiri Prochazka            | Spellingg Bee                           |
| 2005      | O Vidente              | Greg Stillson - 12 anos   |                                         |